# Millennium Tower (Tóquio)
O Millenium Tower foi um arranha-céu planejado para ser inaugurado em 2009, em Tóquio. Caso tivesse sido construído, teria 840 metros de altura e 170 andares, alojando uma comunidade de até 60 mil pessoas.
O projeto foi idealizado por Norman Foster em 1989.